# Білгорай
Білго́рай (або Білґорай, пол. Biłgoraj) — місто в східній Польщі. Адміністративний центр Білгорайського повіту Люблінського воєводства. У місті була значна українська громада. Походження назви та її нетипове написання у польській мові вказує на українське походження. Під час злочинних операцій другої половини 1940-х років вивезено майже всіх українців. Місто також відоме тим, що тут пройшла юність майбутнього лауреата Нобелівської премії з літератури письменника Ісаака Башевіса Зінґера.

## Географія
Розташоване над річкою Ладою, на південній Холмщині.

## Галерея

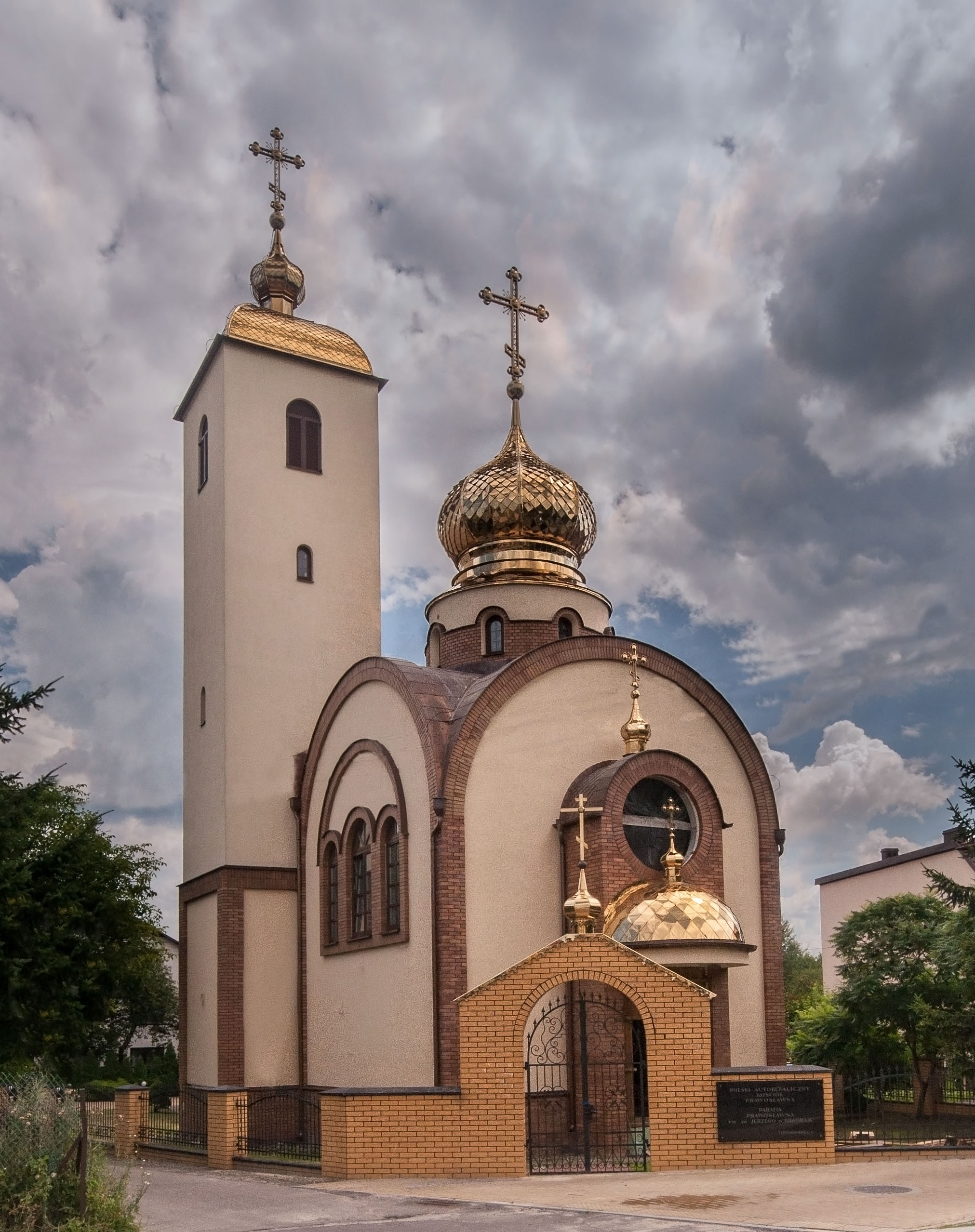
Польська православна церква - (Православ'я в Польщі)
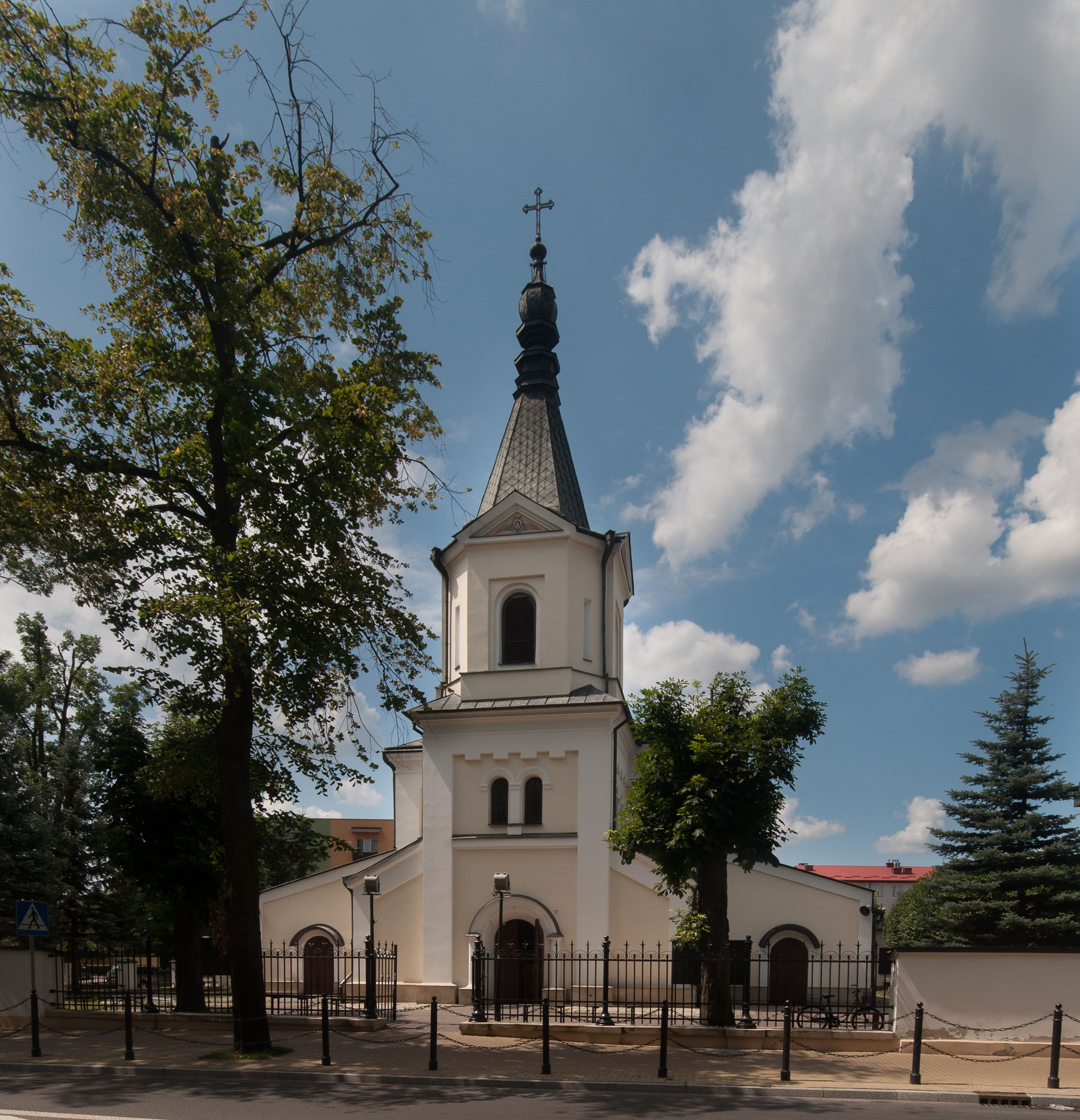
Церква - (Ревіндикація)

## Історія

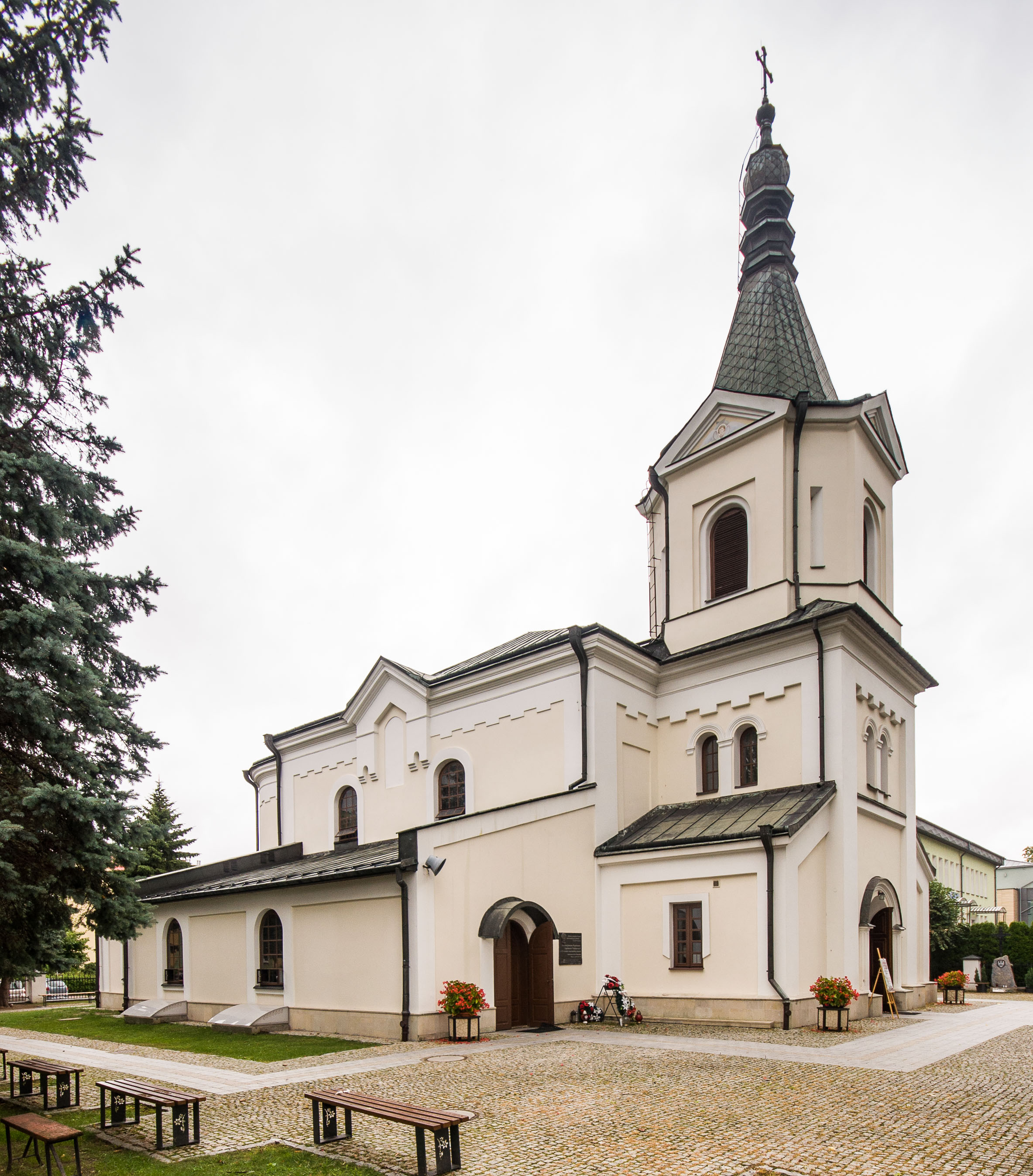
Колишня греко-католицька та православна церква, нині римо-католицький костел

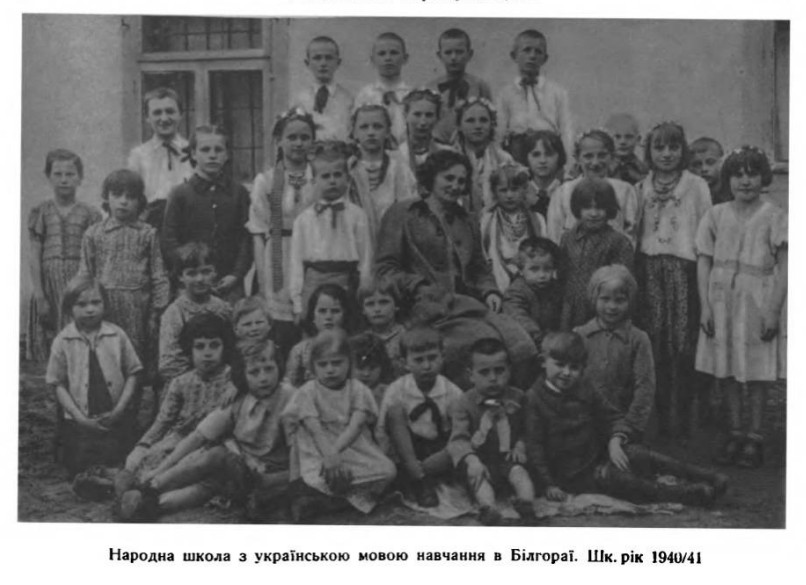
Народна школа українською мовою навчання в Білгораї. Шкільний рік 1940/41.

Білгорай було засновано шляхтичем, одним з чільних кальвінських діячів Польщі того часу Адамом Горайським (пом. 1602) в 1570-их роках. 10 вересня 1578 року польський король Стефан Баторій підписав указ, що надавав Білгораю статус міста.
Місто знаходилося на лісистому пагорбі Білий Горай — на його вершині розташовувався Ринок. На місце заснування Білгораю справила вплив річкова система, яка полегшувала його оборону. Із заходу місто було захищене Польською Ладою (в наш час — Біла Лада), яка мала численні заплави, а з півдня — Руською Ладою (в наш час — Чорна Лада). Важливу роль у розвитку міста відіграло його розташування на шляху з Ярослава до Любліна. В 1614 р. збудована перша церква.
Після смерті засновника Білгорай успадкував його син — Збігнев Ґорайський, а потім — Рафал Ґорайський. Після його смерті місто перейшло до Теодора Ґорайського, а після нього — до його сестри Теофілії Рейової. В 1693 р. вона продала Білгорай з навколишніми землями Станіславу Антонію Щуці. Після його смерті в 1710 р. правити містом почала його дружина — Констанція Марія Анна Потоцька, а близько 1725 р. — її син Ян Кантій Щука. Після його смерті в 1726 р. Білґорай успадкував його брат Марчін Леопольд Стефан Щука, який помер 1728 р. Потім місто перейшло до рук його дружини Елжбєти Потоцької, а в 1733 р. — сестри Вікторії. В 1735 р. місто отримала її дочка Маріанна Контська разом із чоловіком Евстахієм Потоцьким. У 1778 році Білгорай перейшов до рук їх сина Яна Непомуцена Ерика Потоцького, який в 1786 р. передав його брату Станіславу Костці Потоцькому. Той, через борги, передав місто комісії банковій.
Вже в XVII столітті Білгорай славився як сіткарський центр. Перші відомості про існування цеху сіткарів в місті походять з 1710 р. Білгорайські сітки продавалися в Росію, Німеччину, Францію, Туреччину, Персію, а сіткарі в XVII ст. становили близько 90 % мешканців міста та часто мали великі маєтки.
Більшість будинків у Білгораї були з дерева (завдяки сусідству з Пущею Сольською), через що в містечку ставалося багато пожеж. Найбільший з них трапився в 1648 р., після підпалу міста козаками. Також часто Білгорай ставав жертвою нападів ворожих військ — наприклад в 1655 р. місто було вщент зруйноване шведами.
Під час Барської конфедерації під Білґораєм відбувалося протистояння польських та російських військ. Після того, як повстання Костюшка було придушене Білгорай опинився під контролем Австрії. В 1790—1793 рр. була зведена нова мурована церква. Після 1809 р. місто на нетривалий час увійшло до складу Варшавського герцогства, після чого в 1815 р. місто було привласнене Росією. Розвиток міста сильно сповільнився, відбувалося збідніння його мешканців.
Населення Білгораю на межі XVIII i XIX ст. становило близько 3 тис. жителів, а до 1865 р. виросло до 6 тис. Таким чином, місто було третім за чисельністю населення в Люблінській губернії Російської імперії (після Любліна і Грубешіва).
В 1806 р. власником Білгорая став Станіслав Костка Новаковський. Він збудував в місті величну резиденцію, поблизу якої був ставок по якому плавали гондоли та амфітеатр. Новаковський запрошував гостювати до неї видатних постатей, зокрема Яна Генрика Домбровського, князя Юзефа Понятовського, Кіпріяна Ґодебського, за деякими джерелами гостював у нього і Наполеон Бонапарт. Після смерті Станіслава власником міста став його син Едвард, після нього Білгорай перейшов до чоловіка дочки Станіслава, Теодори — Валеріана Платонова. Після поразки січневого повстання, у 1864 році Білгорай було продано російському уряду і він почав виконувати функції повітового міста.
За даними етнографічної експедиції 1869—1870 років під керівництвом Павла Чубинського, у місті переважно проживали римо-католики, меншою мірою — православні українці та греко-католики, які розмовляли польською мовою.
У Першу світову війну, під час військової депортації українського населення Холмщини вглиб царської Росії, на весь Білгорайський повіт залишився один православний священик отець Козловський.
Після укладення Брест-Литовського мирного договору між УНР та Центральними державами місто буле передане до складу УНР в землі Підляшшя. За часів Української Держави входило до складу Холмської губернії.
Після здобуття Польщею незалежності в 1919 році Білгорай опинився в її межах і православну церкву польська влада забрала під римо-католицький костел.
Чисельність населення в 1921 р. становила 5605 осіб.
Під час виборів до Польського сейму у 1922 році, українці у Заміській виборчій окрузі (до якої належав Білгорайський повіт) вибрали двох депутатів українців — Й. Скрипу і Я. Войтюка.
1 квітня 1927 року з гміни Пуща Сільська вилучені села Бояри і Рожнівка з фільварком Рожнівка та включені до міста Білгорай.
У 1928 році місто було електрифіковано. Збільшувалась кількість мурованих будинків, втім аж до 1939 р. більшість будівель була все ж збудованою із дерева.
Під час Другої світової війни Білгорай був сильно поруйнованим. Так, під ранок 11 вересня 1939 р. місто було підпалене німецькими диверсантами, величезна пожежа завдала шкоди більшій частині Білгораю. 8 і 14 вересня місто зазнало бомбардувань, внаслідок яких загинуло багато жителів і солдатів. 15-16 вересня відбулась так звана «битва за Білгорай» — важкі бої в місті та його околицях між польськими та німецькими військами, а 17 вересня, після чергової пожежі, місто було зайняте військами Вермахту.
28 вересня 1939 р., згідно з пактом Молотова — Ріббентропа німці передали Білгорай радянській владі. Того ж дня Сталін обміняв Закерзоння на Литву, внаслідок чого Червона Армія незабаром покинула місто і воно ввійшло до складу Генеральної Губернії.
Під час війни в місті діяв Український допомоговий комітет. У 1943 році в місті проживало 4746 осіб, з них 213 українців, 4289 поляків, 233 німці, 9 росіян, 2 особи інших національностей.
Під час німецької окупації в околицях міста діяли численні партизанські загони. 24 липня 1944 р. після нетривалих боїв в місто ввійшла Червона армія. Внаслідок бойових дій під час Другої світової війни місто зазнало значних втрат: близько 80 % будинків було зруйновано, чисельність населення зменшилась майже вдвічі.

## Населення
Станом на 30 червня 2009 року населення Білгораю становило 27 341 особу (з них 47,9 % — чоловіки та 52,1 % — жінки).
Демографічна структура станом на 31 березня 2011 року:
|          | Загалом | Допрацездатний вік | Працездатний вік | Постпрацездатний вік |
| -------- | ------- | ------------------ | ---------------- | -------------------- |
| Чоловіки | 13114   | 2742               | 9197             | 1175                 |
| Жінки    | 14177   | 2590               | 8789             | 2798                 |
| Разом    | 27291   | 5332               | 17986            | 3973                 |

## Міста-побратими
- Білина
- Країльсгайм
- Кельме
- Кругле (смт)
- Нововолинськ
- Стропков
- Афула

## Особистості

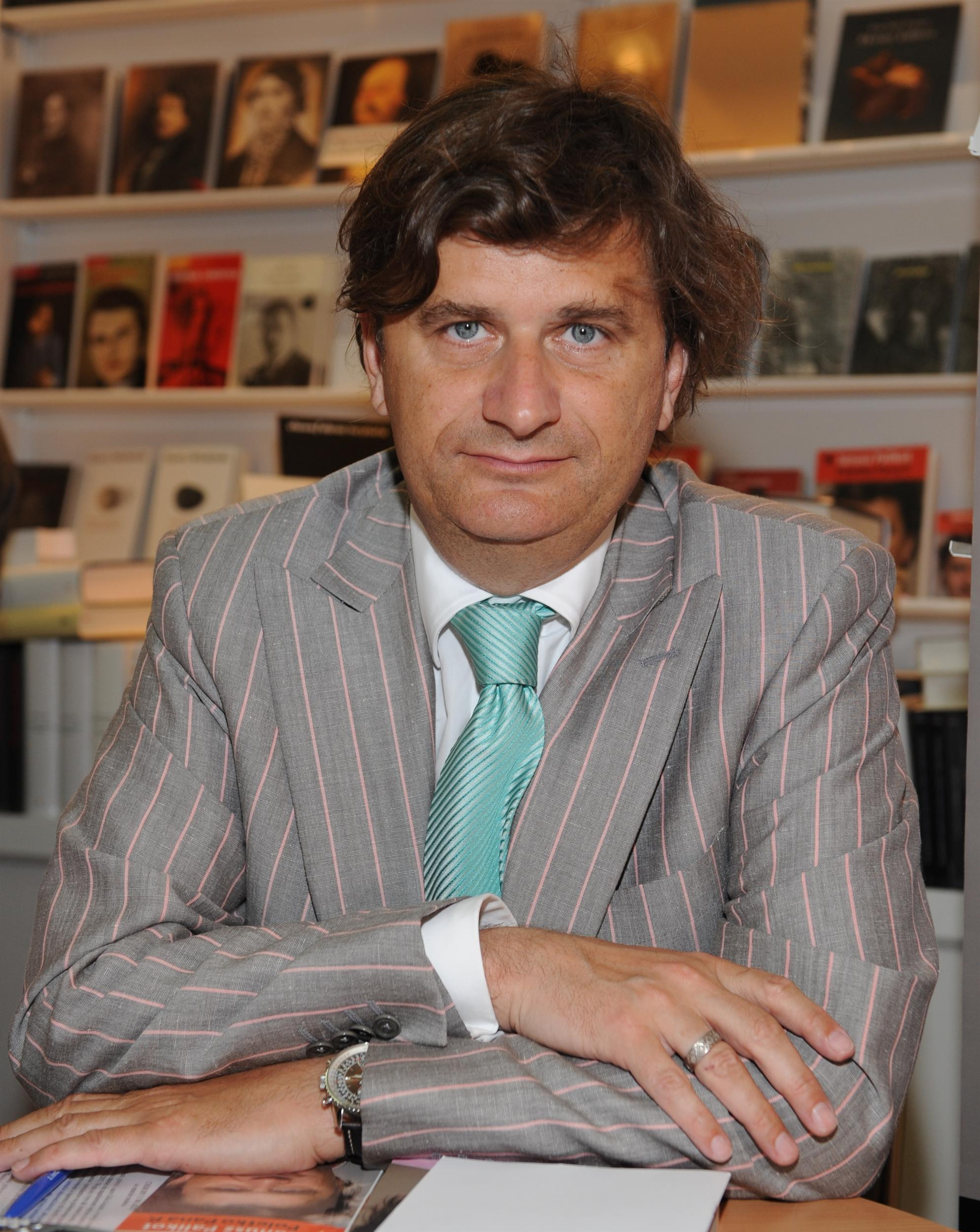
Януш Палікот

- Конрад Бартошевський — письменник, ватажок партизанського загону часів Другої світової війни
- Юстина Банк — рекордсменка світу з бігу на 3000 метрів з перешкодами
- Міхал Ходара — гандболіст
- Юзеф Дехнік — у 1970-х роках секретар Польської об'єднаної робітничої партії (KM PZPR)
- Марцін Фолтиновіч — довголітній ректор Замойської академії
- Кароліна Ґорчица — теле- і кіноакторка
- Ельжб'єта Іґрас — співачка
- Аліція Яхіевіч-Шмідт — акторка
- Йоанна Качор — легкоатлетка
- Мажена Карпіньска — штангістка
- Дам'ян Кушяк — штовхач ядра, штангіст
- Гарві Кейтель — американський актор
- Стефан Кнапп — художник-пластик
- Уршула Козьол — поетеса
- Роберт Курашь — актор
- Катажина Левандовска — солістка Польської національної опери в Варшаві
- Єжи Маркевіч — професор, доцент, польський адвокат, історик, журналіст, солдат AK.
- Станіслав Матраш — священик, мемуарист
- Бенедикт Мішкін — польський менеджер
- Януш Палікот — посол до сейму VII каденції і підприємець
- Веслав Палух — теле- і кінорежисер
- Анджей Пєкарчик — член кабаре OT.TO
- Ісаак Башевіс Зінґер — лауреат Нобелівської премії в галузі літератури 1978 року
- Ісраел Йошуа Зінґер — старший брат Ісаака, автор «Браття Ашкеназі», який іноді називають «найкращим романом, написаним на ідиші»[18].
- Пйотр Шеліґа — польський політик, діяч місцевого самоврядування, посол до сейму VII каденції.
- Ян Шмідт — професор, ректор Варшавської політехніки
- Стефан Шмідт — актор
- Роман Токарчик — адвокат, філософ
- Ванда Васілевска (AK) — польська вчителька і розвідник
- Анджей Вонсек — професор карного права, голова Комісії з реформи карного права при Президенті Польщі
- Вітольд Вельч (псевдонім Віктор Завада) — письменник, автор популярних повістей для молоді
- Казімєж Венґжин — футболіст, представник Польщі у 90-х роках XX століття
- Генрик Вуєц — польський політик, діяч опозиції в часи Польської Народної Республіки, посол до сейму X, I, II i III каденцій.
- Бен-Ціон Томер (1928—1998) — ізраїльський поет.